# RIFF
RIFF (англ. Resource Interchange File Format) — формат файлов-контейнеров для хранения потоковых мультимедиа-данных (видео, аудио, текста). Наиболее известными контейнерными форматами, использующими RIFF в качестве основы, являются AVI (видео), WAV (аудио), RMI (MIDI-треки).
Формат RIFF использует порядок байтов little-endian (младший байт идёт первым). Для машин с форматом данных big-endian предлагался формат RIFX, однако из-за существенно меньшей в бытовом секторе популярности компьютеров с таким форматом данных RIFX не прижился, и в настоящее время формат RIFF воспроизводится и на машинах с big-endian порядком байтов.
Изначально RIFF имел принципиальное ограничение размера данных в 4 ГБ (точнее, максимальный размер файла {\displaystyle 2^{32}+7} байт). В силу особенностей ряда популярных программ по созданию и воспроизведению файлов в Microsoft Windows ограничение усилилось до 2 ГБ (из-за использования в API RIFF signed int32). Для поддержки файлов больше 4 ГБ формат AVI был расширен до AVI-DV, выходящего за рамки контейнера RIFF. На базе RIFF предложено расширение RF64, позволяющее работать с 64-битными числами для размеров chunk’ов, разработанное European Broadcasting Union.
Формат RIFF разработан в 1991 году компаниями Microsoft и IBM на основе формата IFF, разработанного компанией Electronic Arts в 1985 году, для little-endian компьютеров.

## chunk
Основной концепцией RIFF-формата является chunk — блок данных, состоящий из трёх полей:
| тип поля | имя поля | содержимое поля                        |
| -------- | -------- | -------------------------------------- |
| FourCC   | ckID     | идентификатор типа содержимого chunk'а |
| DWORD    | ckSize   | размер данных chunk'а                  |
| BYTE[]   | ckData   | данные chunk'а                         |

Если chunk содержит нечётное количество байтов, то в конец поля данных добавляется один байт 00h. Таким образом, размер chunk’а всегда равен чётному числу байтов.

## FourCC
FourCC (от англ. Four-Character Code) — четырёхсимвольный код-идентификатор видеокодеков, форматов сжатия, цветов или (пиксельных) размеров изображения, используемых в медиафайлах. Применительно к RIFF — это ckID (идентификаторы chunk’ов) и типы форм. Применительно к видеопотоку — это идентификатор кодека (например, «XVID», «DIV3», «MP43»). FourCC занимает 4 байта; это размер 32-битного числа, так что иногда FourCC записывают в виде числа (представления числа в ASCII little-endian).
Например:
| FourCC | число (шестнадцатеричное) | число (десятичное) |
| ------ | ------------------------- | ------------------ |
| 'RIFF' | 0x46464952                | 1179011410         |
| 'AVI ' | 0x20495641                | 541677121          |
| 'DIVX' | 0x58564944                | 1482049860         |
| 'idx1' | 0x31786469                | 829973609          |

Два типа chunk’ов RIFF и LIST могут содержать внутри себя вложенные chunk’и. Весь файл представляет собою единый RIFF-chunk (это одна из причин ограничения размера файла).
ckID для chunk’ов самого формата RIFF всегда записываются большими буквами ASCII. В chunk’ах внутренних форматов (использующих RIFF), таких как AVI или WAV, ckID записывается маленькими буквами. Если ckID содержит две или три буквы, недостающие до 4 символов байты заменяются пробелами (AVI → 'AVI ').

## Форма записи
Для удобства записи в спецификациях используется следующая форма записи формата chunk’а:
ckID(<formType> ck)
Например, запись для AVI-файла: RIFF('AVI ' LIST('hdrl' avi_header) LIST ('movi' movi) [idx1]). (Квадратные скобки указывают на необязательность элемента.)

## Стандартные chunk’и

### RIFF
«RIFF» DWORD:SIZE DWORD:FOURCC BYTE[]:DATA
Chunk с ckID = 'RIFF' имеет следующую структуру ckData:
| тип поля | имя поля | комментарий к полю |
| -------- | -------- | ------------------ |
| FourCC   | FormType | тип содержимого    |
| BYTE[]   | ck       | содержимое         |

Наиболее распространённые типы FourCC:
- 'AVI ' — AVI: содержат видео- и аудиоинформацию.
- 'WAVE' — WAV: содержит звуковую информацию
- 'RMID' — RMI: содержит музыку в формате MIDI

Другие типы:
- 'RDIB' — англ. RIFF Device Independent Bitmap формат хранения изображений
- 'RMMP' — англ. RIFF Multimedia Movie File
- 'PAL ' — англ. Palette Format

### LIST
Chunk LIST имеет формат, аналогичный RIFF, первые 4 байта содержат ListType (тип вложенного chunk’а), далее до конца чанка следуют вложенные chunk’и. В рамках формата AVI внутри LIST содержатся chunk’и с заголовком файла, заголовками потоков. Так же chunk LIST используется для хранения информации о содержимом.

### JUNK и PAD
Для выравнивания блоков данных по размеру сектора на носителе для обеспечения скорости перемотки и доступа существуют два chunk’а: JUNK и PAD, которые «ничего не значат» и пропускаются программами воспроизведения. Изначально предполагалось, что при создании файла эти chunk’и будут просто заполнены нулями, однако некоторые программы редактирования видео хранят там свою сигнатуру (например, так поступает Virtual Dub).
Запись chunk’ов в сокращённой нотации:
JUNK (filler)
PAD (filler)

### INFO
INFO — специальный ListType для хранения информации о содержимом файла. INFO не влияет на то, как программы работают с файлом, эта информация (большей частью) показывается пользователю. Назначение INFO подобно назначению mp3-тегов.
Список chunk’ов для INFO:
- IARL (англ. Archival Location) — место архивного хранения документа (практически не используется)
- IART (англ. Artist) — список авторов произведения (стандартный тег, отображается практически во всех плеерах).
- ICMS (англ. Commissioned) — список лиц, предоставивших содержимое файла (не используется)
- ICMT (англ. Comments) — комментарий (отображается практически во всех плеерах)
- ICOP (англ. Copyright) — информация об авторских правах.
- ICRD (англ. Creation date) — дата создания оригинального произведения. Формат YYYY-MM-DD (редко используется).
- ICRP (англ. Cropped) — данные об обрезке произведения (не используется).
- IDIM (англ. Dimensions) — физические размеры оригинала (не используется).
- IDPI (англ. Dots Per Inch) — DPI оригинала (не используется)
- IENG (англ. Engineer) — фамилии лиц, создававших файл (не используется).
- IGNR (англ. Genre) — жанр (частично поддерживается)
- IKEY (англ. Keywords) — список ключевых слов, относящихся к произведению (не используется)
- ILGT (англ. Lightness) — степень освещённости оригинала (зависит от оборудования оцифровки) (не используется).
- IMED (англ. Medium) — тип носителя оригинала (не используется)
- INAM (англ. Name) — название произведения. Существуют разногласия о том, следует ли использовать INAM или ISBJ для сохранения заголовка произведения (стандартный тег, поддерживается и часто используется)
- IPLT (англ. Palette Setting) — количество цветов при оцифровке (не используется).
- IPRD (англ. Product) — заголовок продукта, для которого в оригинале предназначалось произведение (не используется)
- ISBJ (англ. Subject) — описывает содержимое файла. Периодически, наравне с INAM, используется для хранения заголовка (используется)
- ISFT (англ. Software) — ПО, использованное для создания файла. Обычно автоматически заполняется программами по редактированию, но не отображается в списке тегов (используется)
- ISHP (англ. Sharpness) — необходимый уровень резкости для воссоздания произведения (не используется)
- ISRC (англ. Source) — название организации, предоставившей произведение (не используется)
- ISRF (англ. Source Form) — форма оригинального произведения (бумага/слайд и т. д.) (не используется)
- ITCH (англ. Technician) — специалист, производивший оцифровку (не используется)